# Чайка (аэродром)
Аэродром «Чайка» (укр. Аеродром «Чайка») — аэродром, находящийся в 10 км от Киева. Является составной частью спорткомплекса «Чайка».
Аэродром начинает свою работу в теплое время года и заканчивает с началом холодов. На аэродроме базируется аэроклуб. Также с аэродрома выполняются полеты на обзорные экскурсии над Киевом и окрестностями. Кроме того, периодически проводятся воздушные шоу, концерты и фестивалиК спорткомплексу примыкает одноимённый загородный жилой комплекс, получивший свое название из-за соседства с аэродромом..

## Аэродром
23 апреля 1934 года на аэродроме был образован Киевский аэроклуб Осоавиахима. В мае 1941 года на базе аэроклуба была создана летная школа ВВС РККА. В мае 1948 года на базе существующего аэродрома вновь возобновил деятельность Центральный аэроклуб ДОСААФ УССР, в 1964 году переименованный в Республиканский авиационно-спортивный клуб ДОСААФ УССР, а в 1984 году — в Центральный аэроклуб им. О. К. Антонова.
В июле — августе 1976 года на киевском аэродроме Чайка прошел VIII чемпионат мира по высшему пилотажу, это был первый и единственный проведённый в СССР чемпионат мира по высшему пилотажу. В составе советской команды в соревнованиях участвовало десять спортсменов, среди них была Светлана Савицкая, впоследствии космонавт.

## Автодром
В 1975 году на территории комплекса был открыт автодром, включающий трассу для кольцевых гонок длиной 4460 метров, получившей первоначально название «Киевское кольцо», позже к ней добавилась картинговая трасса. Первыми соревнованиями стал чемпионат Украинской ССР по ШКГ, в рамках финала VI Спартакиады народов СССР по техническим видам спорта. Довольно быстро гоночный трек стал именоваться привычным именем «Чайка». Международные соревнования на автодроме дебютировали в 1979 году, это был стартовый этап Кубка Дружбы социалистических стран по кольцевым автогонкам. В 1984 году на «Чайке» впервые прошли международные соревнования по картингу, этап Кубка Дружбы социалистических стран. 18 августа 1991 года трек принимал заключительный этап последнего чемпионата СССР по кольцевым автогонкам.

## Кордодромы
На территории комплекса имеются 4 кордодрома, оборудованных для разного класса моделей. Дважды на них проводились чемпионаты мира по авиамодельному спорту. В 1962 году соревнования проходили по трем классам авиамоделей — скоростным, пилотажным и гоночным. В августе 1988 года на чемпионате мира в Киеве порядка 500 спортсменов из 26 стран мира разыграли лично-командное первенство в пяти классах: скоростных (F2A), пилотажных (F2B), гоночных (F2C), воздушного боя (F2D) и кордовых моделях-копиях (F4B).
Также проводятся соревнования по автомодельному спорту.

## В культуре
В 1973 году на аэродроме «Чайка» проходили съёмки части сцен кинофильма «В бой идут одни «старики»».
В 1983 году на трассе автодрома «Чайка» были сняты некоторые сцены художественного фильма «Скорость».
В 1983 году на аэродроме «Чайка» были сняты некоторые сцены кинофильма «Нежность к ревущему зверю».
В 2001 году на летном поле аэродрома Папа Римский Иоанн Павел II провел литургию, на которой присутствовало около 150 000 человек из разных стран мира.